# Ками (Коти)
Ками (яп. 香美市 Ками-си) — город в Японии, находящийся в префектуре Коти. Площадь города составляет 538,22 км², население — 27 600 человек (1 августа 2014), плотность населения — 51,28 чел./км².

## Географическое положение
Город расположен на острове Сикоку в префектуре Коти региона Сикоку. С ним граничат города Нанкоку, Аки, Конан, Миёси и посёлки Мотояма, Отоё, Нака.

## Население
Население города составляет 27 600 человек (1 августа 2014), а плотность — 51,28 чел./км². Изменение численности населения с 1980 по 2005 годы:
| 1980 | 33 878 чел. |  |
| 1985 | 34 016 чел. |  |
| 1990 | 32 401 чел. |  |
| 1995 | 31 076 чел. |  |
| 2000 | 31 175 чел. |  |
| 2005 | 30 257 чел. |  |